# Kusala Sastra Khatulistiwa
Der Kusala Sastra Khatulistiwa (bis 2014: Khatulistiwa Literary Award) ist ein indonesischer Literaturpreis. Er wird seit 2001 jährlich in den drei Kategorien „Lyrik“, „Prosa“ und „junge Talente“ (insbesondere Erstautoren und -autorinnen bis maximal 30 Jahre) für indonesische Gegenwartsliteratur vergeben.
Der Literaturpreis wurde 2001 von Autor und Regisseur Richard Oh und Takeshi Ichiki, dem ehemaligen Direktor des Einkaufszentrums Plaza Senayan in Jakarta, begründet, um den führenden Autoren und Autorinnen Indonesiens mehr Anerkennung und finanzielle Unterstützung zukommen zu lassen. Ziel ist es, die lokale Literatur zu fördern und eine Lesekultur im Land zu etablieren.
Die Gewinner und Gewinnerinnen werden durch ein Preiskomitee und eine Jury ermittelt.

## Preisträger und Preisträgerinnen
| Jahr | Autor/Autorin          | Titel                                        | Kategorie     |
| ---- | ---------------------- | -------------------------------------------- | ------------- |
| 2001 | Goenawan Mohamad       | Sajak-sajak Lengkap, 1961-2001               | Lyrik         |
| 2002 | Remy Sylado            | Kerudung Merah Kirmizi                       | Prosa         |
| 2003 | Hamsad Rangkuti        | Bibir Dalam Pispot                           | Prosa         |
| 2004 | Sapardi Djoko Damono   | Puisi Indonesia Sebelum Kemerdekaan          | Sachbuch      |
| 2004 | Linda Christanty       | Kuda Terbang Maria Pinto                     | Fiktion       |
| 2004 | Seno Gumira Ajidarma   | Negeri Senja: Roman                          | Fiktion       |
| 2005 | Joko Pinurbo           | Kekasihku                                    | Lyrik         |
| 2005 | Seno Gumira Ajidarma   | Kitab Omong Kosong                           | Prosa         |
| 2006 | Gde Aryantha Soethama  | Mandi Api                                    | Prosa         |
| 2006 | Dorothea Rosa Herliany | Santa Rosa                                   | Lyrik         |
| 2007 | Farida Susanty         | Dan Hujan Pun Berhenti                       | junge Talente |
| 2007 | Gus tf Sakai           | Perantau                                     | Prosa         |
| 2007 | Acep Zamzam Noor       | Menjadi Penyair Lagi                         | Lyrik         |
| 2008 | Nirwan Dewanto         | Jantung Lebah Ratu                           | Lyrik         |
| 2008 | Wa Ode Wulan Ratna     | Cari Aku di Canti                            | junge Talente |
| 2008 | Ayu Utami              | Bilangan Fu                                  | Prosa         |
| 2009 | Sindu Putra            | Dongeng Anjing Api                           | Lyrik         |
| 2009 | Ria N. Badaria         | Fortunata                                    | junge Talente |
| 2009 | F. Rahardi             | Lembata                                      | Prosa         |
| 2010 | H. U. Mardi Luhung     | Buwun                                        | Lyrik         |
| 2010 | Gunawan Maryanto       | Sejumlah Perkutut Buat Bapak                 | Lyrik         |
| 2010 | Linda Christanty       | Rahasia Selma                                | Fiktion       |
| 2011 | Arafat Nur             | Lampuki                                      | Fiktion       |
| 2011 | Nirwan Dewanto         | Buli-Buli Lima Kaki                          | Lyrik         |
| 2011 | Avianti Armand         | Perempuan yang Dihapus Namanya               | Lyrik         |
| 2012 | Okky Madasari          | Maryam                                       | Fiktion       |
| 2012 | Zeffry J. Alkatiri     | Post Kolonial dan Wisata Sejarah dalam Sajak | Lyrik         |
| 2013 | Leila S. Chudori       | Pulang                                       | Prosa         |
| 2013 | Afrizal Malna          | Museum Penghancur Dokumen                    | Lyrik         |
| 2014 | Iksaka Banu            | Semua Untuk Hindia                           | Prosa         |
| 2014 | Oka Rusmini            | Saiban                                       | Lyrik         |
| 2015 | Dorothea Rosa Herliany | Isinga: Roman Papua                          | Prosa         |
| 2015 | Joko Pinurbo           | Surat Kopi                                   | Lyrik         |
| 2016 | Yusi Avianto Pareanom  | Raden Mandasia Si Pencuri Daging Sapi        | Prosa         |
| 2016 | F. Aziz Manna          | Playon                                       | Lyrik         |
| 2017 | Mahfud Ikhwan          | Dawuk, Kisah Kelabu dari Rumbuk Randu        | Prosa         |
| 2017 | Kiki Sulistyo          | Di Ampenan, Apa Lagi yang Kau Cari?          | Lyrik         |
| 2017 | Nunuk W. Kusmiana      | Lengking Burung Kasuari                      | junge Talente |
| 2018 | Avianti Armand         | Museum Masa Kecil                            | Lyrik         |
| 2018 | Azhari Aiyub           | Kura-Kura Berjanggut                         | Prosa         |
| 2018 | Rio Johan              | Ibu Susu                                     | junge Talente |
| 2019 | Irma Agryanti          | Anjing Gunung                                | Lyrik         |
| 2019 | Iksaka Banu            | Teh dan Pengkhianat                          | Prosa         |
| 2020 | Inggrit Putria Marga   | Empedu Tanah                                 | Lyrik         |
| 2020 | Niduparas Erlang       | Burung Kayu                                  | Prosa         |